# Miranda und Elytte Barbour
Miranda Barbour (* 14. Dezember 1994 in North Pole, Alaska als Miranda Kamille Dean) und Elytte Barbour (* 11. November 1991) sind ein US-amerikanisches mutmaßliches Serienmörder-Paar.
Als die 19-jährige Miranda wegen Mordverdachts an dem 42-jährigen Troy A. LaFerrara verhört wurde, gab sie an, mindestens 22 andere Männer ermordet zu haben. Ihren ersten Mord habe sie mit 13 Jahren begangen.
Beide wurden am 18. September 2014 wegen des Mordes an Troy LaFerrara zu lebenslanger Haft verurteilt.